# Riva degli Schiavoni
Riva degli Schiavoni (hrv. Riva od Hrvatov) široka je promenada u sestieru Castello u Veneciji. Riva se proteže duž Zaljeva San Marco od Ponte della Paglia sve do kanala Rio di Ca' di Dio.
Riva je dobila ime po Hrvatima s istočne obale Jadrana, koju su za vrijeme Mletačke Republike mleci zvali Slavonia ili Schiavonia  oni su se tu sidrili sa svojim trgovačkim brodovima, a tu su imali i svoje prodajne štandove. Riva degli Schiavoni je u stvari bila najbolji dio venecijanske luke, zbog blizine Trga svetog Marka, središta političke moći Venecije.

## Povijest nastanka
Ulica se počela najvjerojatnije formirati u 9. stoljeću. Produžena je 1060. godine isušivanjem dotada močvarnih dijelova. Riva degli Schiavoni izvorno je bila puno uža nego što je danas, nešto malo šira nego što je most Ponte della Paglia, kao što se može vidjeti na prikazu grada od Jacopa de' Barbarija iz 1500. godine i brojnim drugim slikama i bakropisima.
Riva je proširena na sadašnju veličinu između 1780. i 1782. godine u vrijeme posljednjih nekoliko godina Mletačke Republike. Na rivi je 1172. godine Marco Cassolo na smrt izbo dužda Vitale Michiela II., koji se rivom zaputio do crkve San Zaccaria na proslavu Uskrsa.
Riva je popločena prvi put 1324. godine, pečenom ciglom. Za vrijeme austrijske vladavine nad Venecijom 1851. godine tadašnji povjerenik Bembo predstavio je projekt radikalnog proširenja i izgradnje na Rivi degli Schiavoni koju je grad naručio kod arhitekata Fisole i Cadorina. Prema njihovu projektu riva se trebala dvostruko proširiti, uz izgradnju niza novih zgrada uz Zaljev San Marco i proširenje svih mostova na njoj; Ponte della Paglia, Ponte del Rio de Vin, Ponte dei Greci i Ponte della Ca' di Dio. Projekt je na kraju odbačen 1854. godine zbog prevelikog mjenjanja dotadašnjeg stanja.

## Znamenitosti na Riva degli Schiavoni
Na rivi se od Trga svetog Marka prema Arsenalu nalazi nekoliko zgrada od posebnog arhitektonskog ili povijesnog značaja: 
- na samom početku je Ponte della Paglia, kojom promenada počinje;
- Palača Prigioni Nuove, koja je povezana s Duždevem palačom malim mostom Ponte dei Sospiri;
- Hotel Danieli Excelsior, zajedno s nekadašnjom palačom Dandolo, najluksuzniji venecijanski hotel;
- Most Ponte sul Rio del Vin;
- Brončani spomenik kralju Vittoriju Emanuelu II, kipara Ettore Ferrari iz 1887.;
- Most Ponte sul Rio dei Greci;
- Crkva Chiesa della Pietà s istoimenom bratovštinom u kojoj je djelovao i Antonio Vivaldi;
- Most Ponte sul Rio della Pietà;
- Nekadašnja palača Gabrielli, danas zgrada istoimenog hotela;
- Most Ponte della Ca' di Dio, kojom završava Riva degli Schiavoni.

## Vanjske poveznice
- Riva degli Schiavoni: The Principal Waterfront of Venice  Arhivirana inačica izvorne stranice od 5. kolovoza 2011. (Wayback Machine) (engl.)
- Riva degli Schiavoni  Arhivirana inačica izvorne stranice od 14. lipnja 2011. (Wayback Machine) (engl.)